# Mel Frequency Cepstral Coefficients
Die Mel Frequency Cepstral Coefficients (MFCC; deutsch Mel-Frequenz-Cepstrum-Koeffizienten) werden zur automatischen Spracherkennung verwendet. Sie führen zu einer kompakten Darstellung des Frequenzspektrums. Das Mel im Namen beschreibt die wahrgenommene Tonhöhe.
MFCCs werden auch zur Analyse von Musik herangezogen. Insbesondere werden sie für die Erkennung von Musikstücken eingesetzt, um ihnen Metadaten zuordnen zu können.
Die lineare Modellierung von Spracherzeugung dient als eigentliche Grundlage für die Erzeugung von MFCCs: Ein periodisches Anregungssignal (Stimmbänder) wird durch einen „linearen Filter“ (Mund, Zunge, Nasenhöhlen, …) geformt. Für die Spracherkennung ist in erster Linie das Filter (bzw. dessen Impulsantwort) von Bedeutung, da „was gesagt wurde“ und nicht „in welcher Tonlage“ für die Analyse von Interesse ist. Die Berechnung der MFCC ist eine elegante Methode, das Anregungssignal und die Impulsantwort des Filters zu trennen.
Mathematisch formuliert wird die Impulsantwort des Filters mit dem Anregungssignal gefaltet, um das Sprachsignal zu erzeugen. Bei Berechnung des Cepstrums wird die Faltungsoperation auf Grund des Logarithmus in eine Addition transformiert, die einfach zu trennen ist, womit man das Sprachsignal in Anregung (excitation) und Quelle (source) trennen kann.
MFCCs werden durch die folgenden Schritte berechnet:
1. Unterteilung des Eingabesignals in Blöcke bzw. Fenster (z. B. Hamming-Fensterfunktion, um Kanteneffekte zu vermeiden). Überlappende Fenster sind üblich.
2. (Diskrete) Fourier-Transformation jedes einzelnen Fensters (Dadurch wird die Faltung von Anregungssignal und Impulsantwort in eine Multiplikation transformiert).
3. Erzeugung des Betragsspektrum.
4. Logarithmierung des Betragsspektrums. Dadurch wird die Multiplikation von Anregungssignal und Impulsantwort in eine Addition transformiert.
5. Reduktion der Anzahl der Frequenzbänder (z. B. 256) durch Zusammenfassen (auf z. B. 40). (Abbildung auf die Mel-Scala in diskreten Schritten mittels Dreiecksfiltern (effektiv eine Bandfilterung)).
6. Abschließende Dekorrelation durch entweder eine Diskrete Kosinustransformation oder eine Hauptkomponentenanalyse (auch Karhunen-Loève-Transformation genannt). (Ursprünglich wurden die logarithmierten Fourier-Koeffizienten (ohne Mel-Bandpassfilterung) invers Fouriertransformiert. Die Anregungsfrequenz ist dann eine einzelne Spitze und leicht zu erkennen bzw. herauszufiltern. Wird dieses Verfahren angewandt, spricht man von Cepstrum. Der Vorteil ist im Wesentlichen, dass eine Faltung (z. B. Filterung) im Zeitbereich einer Addition im logarithmierten Frequenzbereich entspricht. Aufgabe der Koeffizienten ist es, die Information des Audiosignals in dekorrelierter Form (d. h. möglichst effektiv) zu repräsentieren. Deshalb werden die logarithmierten Frequenzen einer DCT unterzogen, die ähnlich gute Eigenschaften wie die Karhunen-Loève-Transformation aufweist und zudem einfach zu implementieren ist).